# 內爾·布林克利

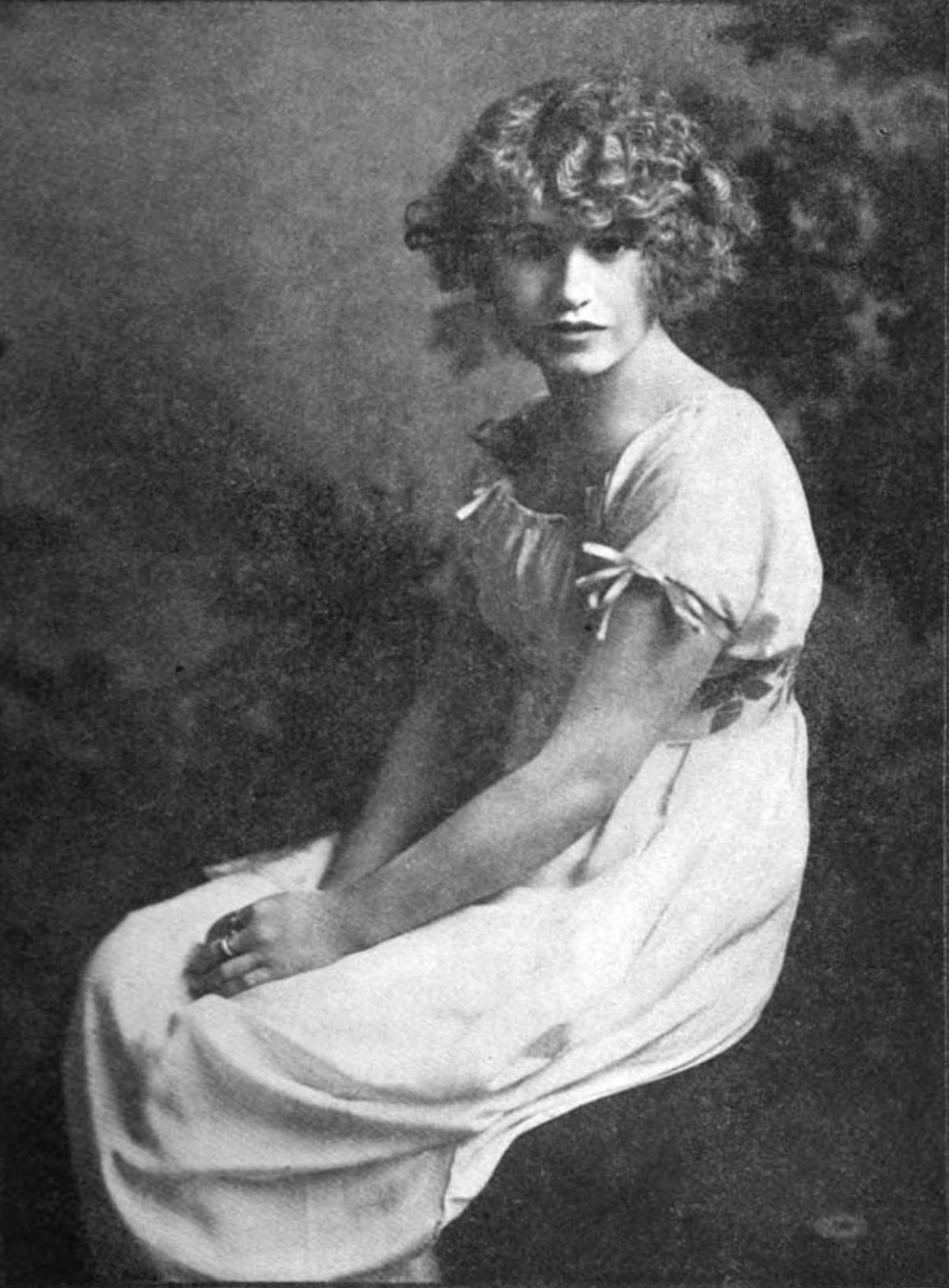
內爾·布林克利

內爾·布林克利（Nell Brinkley，1886年9月5日—1944年10月21日）是一位美国插畫家、漫画家，曾为纽约的报刊杂志工作近40年，有时被称作“漫画女王”（Queen of Comics）。她是角色“布林克利女孩”（Brinkley Girl）的创作者，该角色曾出现在她的漫画中，后来成为歌曲、电影以及戏剧中的流行符号。